# Joryma brachysoma
Joryma brachysoma är en kräftdjursart som först beskrevs av Pillai 1964.  Joryma brachysoma ingår i släktet Joryma och familjen Cymothoidae. Inga underarter finns listade i Catalogue of Life.